# Роатто
Роатто (італ. Roatto, п'єм. Roat) — муніципалітет в Італії, у регіоні П'ємонт,  провінція Асті.
Роатто розташоване на відстані близько 500 км на північний захід від Рима, 29 км на південний схід від Турина, 16 км на північний захід від Асті.
Населення — 387 осіб (2014).
Щорічний фестиваль відбувається 11 серпня. Покровитель — Santa Radegonda.

## Демографія
Населення за роками:

Станом на 1 січня 2023 року в муніципалітеті офіційно проживав 21 іноземець з 6 країн, серед них 17 громадян країн Євросоюзу.

## Сусідні муніципалітети
- Кортаццоне
- Маретто
- Монтафія
- Сан-Паоло-Сольбрито
- Віллафранка-д'Асті